# Praktsydkaktus
Praktsydkaktus (Parodia magnifica) är en suckulent växtart inom familjen kaktusväxter från Rio Grande do Sul i Brasilien. Arten odlas som krukväxt i Sverige.
Är en suckulent buske med ensamma eller beståndsbildande stammar. Stammarna är först klotformiga, senare cylindriska, till 50 cm höga, grågröna, 7-15 cm i diameter. Ribborna är 11-16, raka och spetsiga. Areolerna är först vita, senare gulaktiga. Taggarna är 12-20 eller fler, borstlika, gula till bruna, till 4 cm långa. Blommorna kommer fram nära toppen, de har svavelgula hylleblad och blir 4,5-6 cm långa och vida. Blompipen har tätt vit ull och vita eller brunaktiga borst. Frukten är klotformad, rosa, till 1 cm i diameter.
Två varieteter erkänns:
- var. magnifica växer vanligen som solitär. Ribborna bli 11-15, taggarna vanligen 12-15. Blommorna blir 4,5-5,5 cm i diameter.
- var. warasii - vanligen rikt förgrenad. Ribborna blir 15-16, taggarna 15-20. Blommorna blir 5-6 cm i diameter.

## Synonymer
var. magnifica
Eriocactus magnificus F.Ritter
Notocactus magnificus (F.Ritter) Krainz ex N.P.Taylor
Parodia magnifica (F.Ritter) F.H.Brandt
var. warasii (F.Ritter) N.Gerloff & Neduchal
Eriocactus warasii F.Ritter
Notocactus warasii (F.Ritter) T.Hewitt & Donald
Parodia warasii (F.Ritter) F.H.Brandt

## Referenser

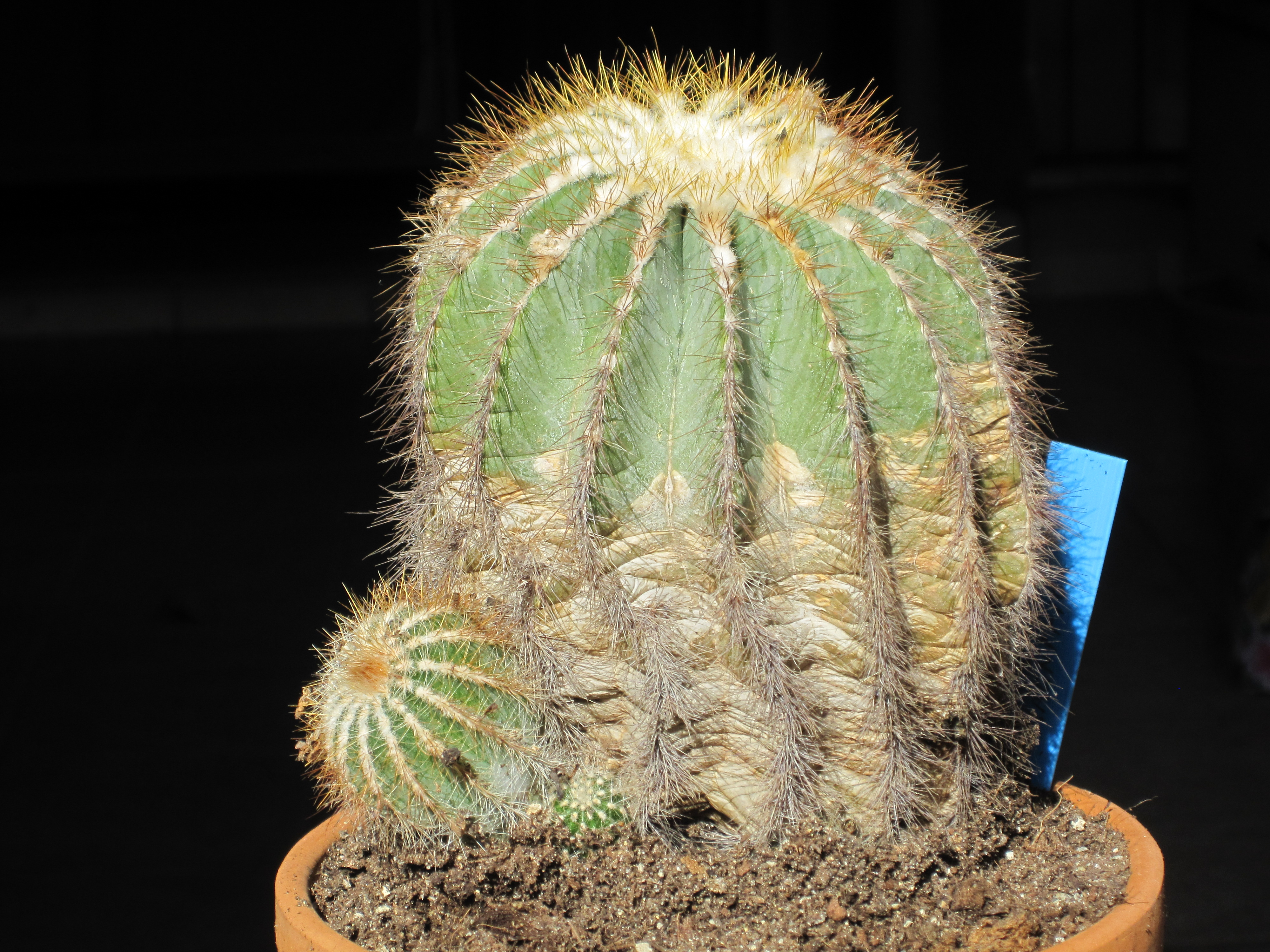
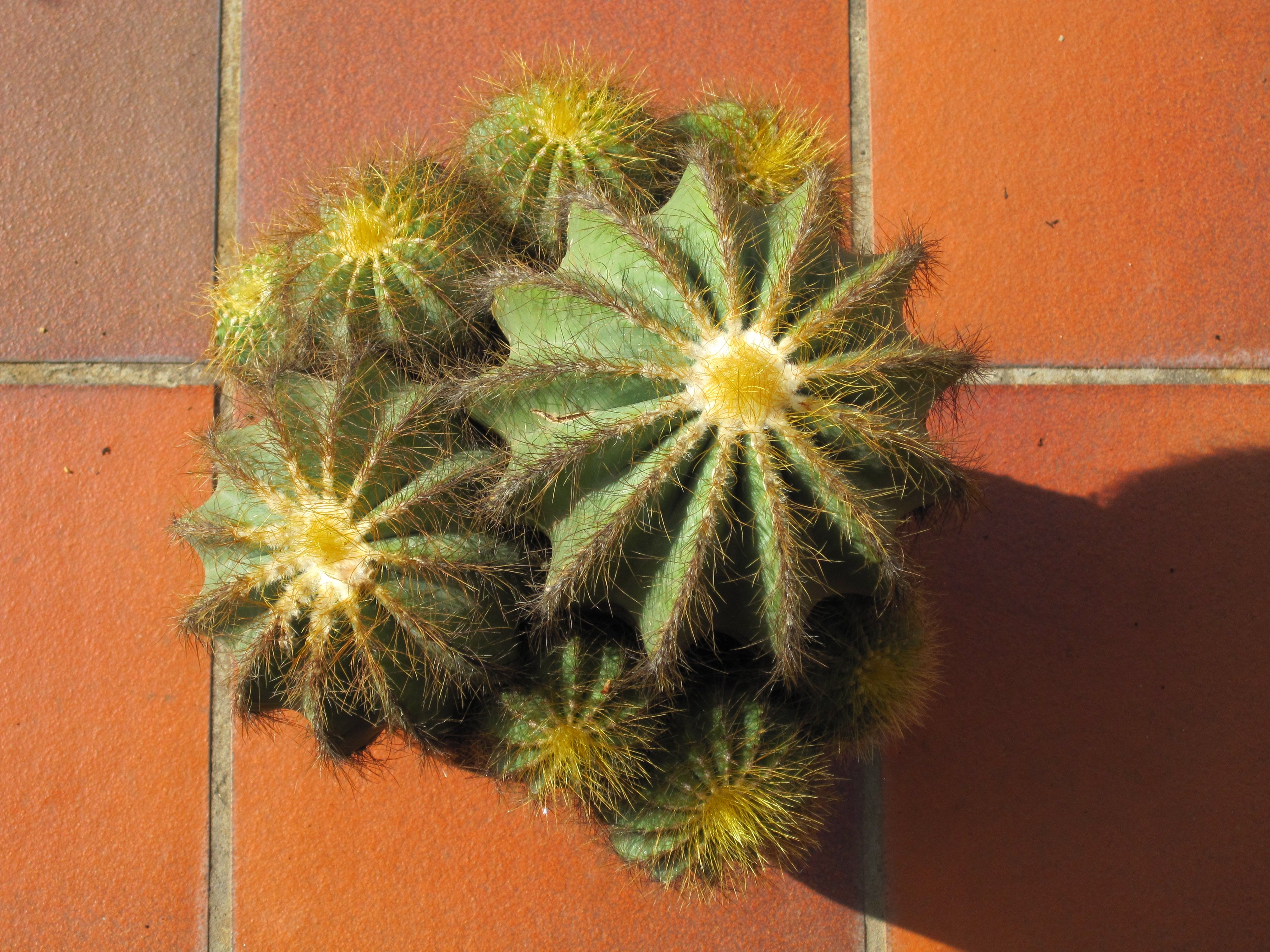
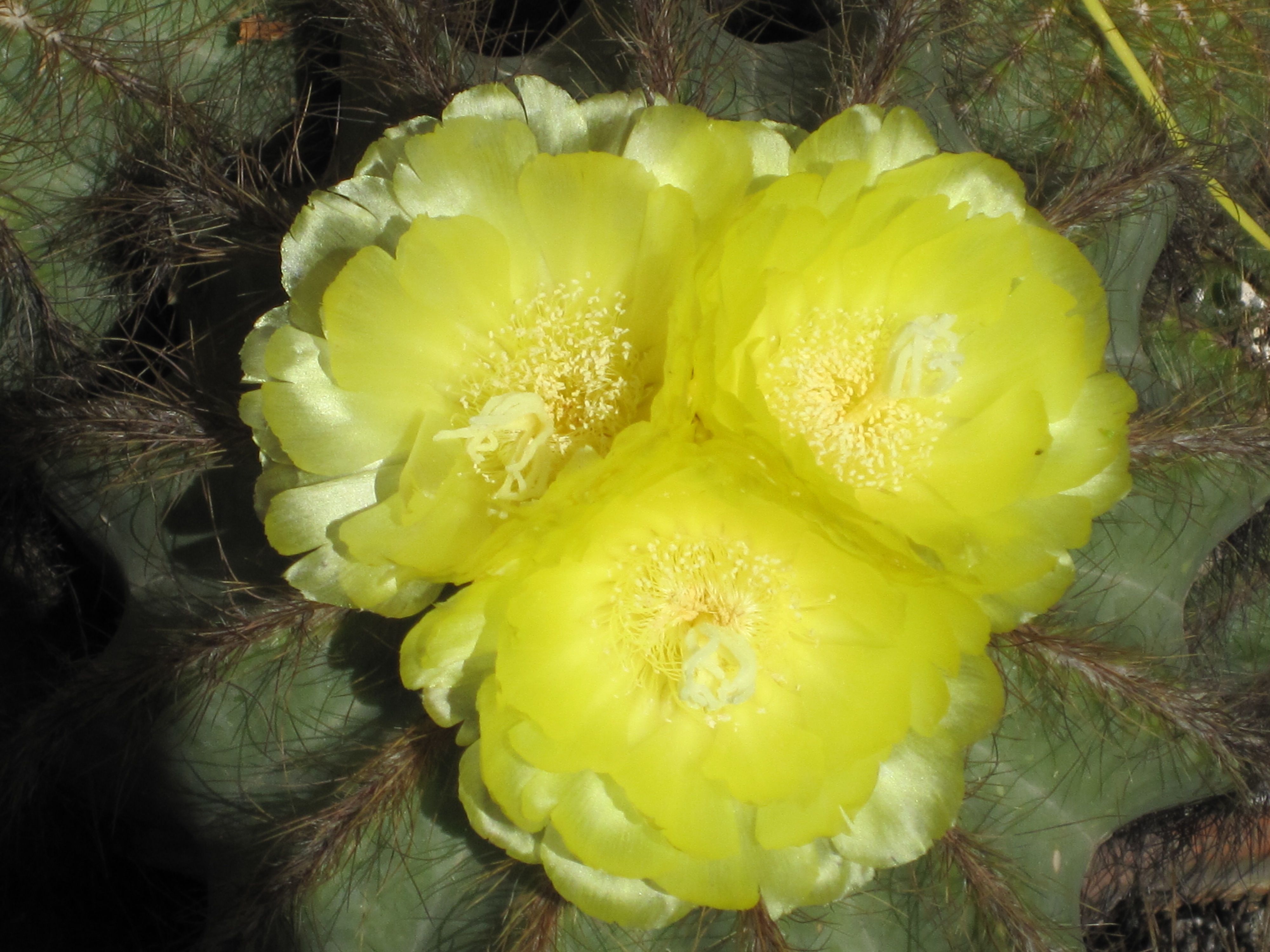